# Bolygóideg
A bolygóideg testünk legnagyobb paraszimpatikus idege. Beidegzési területe a mellüreg és a hasüreg szerveire is kiterjed. A bolygóideg (nervus vagus) (X. agyideg) motoros és érző ideg.

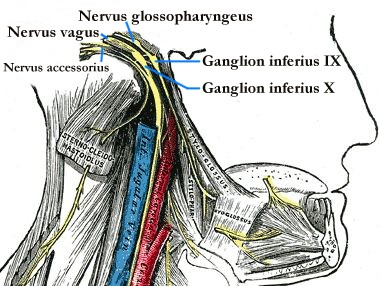
Nervus vagus és glossopharyngeus dúcai, Nervus accessorius

## A bolygóideg magjai
Az idegnek három magja van: 
1. a mozgató mag  (nucleus ambiguus),
2. a paraszimpatikus mag (nucleus dorsalis)
3. és az érző mag (tractus solitarius).

### Mozgató mag
Ez a mag (nucleus ambiguus) a nyúltvelő hálózatos állományának (formatio reticularis) mélyén helyezkedik el. Mindkét agyféltekéből kap corticonuclearis rostokat. Az efferens rostok ellátják a garatfűző izmokat és a gége belső izmait.

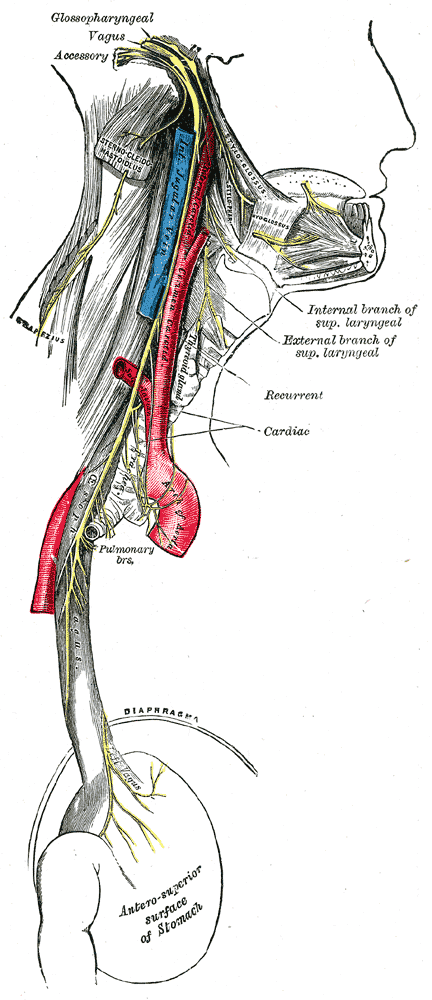
Nervus vagus (glossopharyngeus, accessorius).

### Paraszimpatikus mag
A mag a bolygóideg dorsalis magját alkotja, és a negyedik agykamra aljzata alatt fekszik. Afferens rostokat kap a hipotalamuszból a leszálló autonóm pályákon keresztül. Más afferenseket is kap, beleértve a nyelv-garat ideg azon rostjait is, amelyek a sinus caroticusból kiindulva a carotis sinus reflex közvetítésében szerepet játszanak. Efferens rostjai a hörgők, a szív, a nyelőcső, a gyomor, a vékonybél, és a vastagbél haránt részének (colon transversum) kb. kétharmadáig terjedő része nem akaratlagos izmainak beidegzését látják el.

### Érző mag
Ez a mag a (tractus solitarius) magjának alsó része. Az ízérzés ingerületei a bolygóideg  alsó ganglionja idegsejtjeinek perifériás axonjain vezetődik. Ezeknek a sejteknek a centralis nyúlványa synapsist alkot a mag idegsejtjeivel. Az efferens rostok átkereszteződnek a középsíkon, és felszállnak az ellen oldali talamuszhoz és a hipotalamusz számos magjához. A talamusz sejtjeinek axonjai a hátsó központi tekervényben (gyrus postcentralis) végződnek. Az általános érzésekre vonatkozó afferens információk a bolygóideg felső dúcán keresztül lépnek be az agytörzsbe, de a trigeminus gerincvelői magjában végződnek.

## A bolygóideg lefutása
A bolygóideg a nyúltvelőből egy sorban elhelyezkedő több gyökérszállal lép ki a központi idegrendszerből az olajkamagot oldalról határoló árokban. Az ideg a hátsó koponyagödörben oldalirányba fut, és a koponyaüregből a torkolati nyíláson (foramen jugulare) keresztül lép ki. A bolygóidegnek két érző dúca van, egy lekerekedett (ganglion superius), amely a koponyaalap torkolati nyílásában (foramen jugulare) helyezkedik el, és egy hosszúkás (ganglion inferius; nodosum), amely az idegen található, közvetlenül a nyílás alatt. Az alsó dúc alatt csatlakozik a bolygóideghez a járulékos ideg (nervus accessorius cranialis) gyökere, amely főleg a vagusnak a garati és a gége beidegzésére visszahajló (nervus laryngeus recurrens) ágai között oszlik meg. A bolygóideg a nyakon függőlegesen lefele fut a nyaki érhüvelyben (carotishüvelyben; vagina carotica) együtt a belső nyaki vénával (vena jugularis interna), a belső fejverőérrel (arteria carotis interna) és a közös fejverőérrel (arteria carotis communis).
A jobb oldali bolygóideg (nervus vagus dexter) belép a mellüregbe, elhalad a jobb tüdőgyökér mögött és hozzájárul a tüdőkapui fonat (plexus pulmonalis) kialakításához. A hasüregbe a rekeszen keresztül a nyelőcső nyílásán (hiatus esophagei) át lép be. A (truncus vagalis posterior), (amely innentől a jobb oldali bolygóideg elnevezése), eloszlik a gyomor hátsó felszínén, és egy vastag ággal (ramus celiacus) fut a patkóbélhez, a májhoz, a vesékhez és a vékony és vastag belekhez egészen a haránt vastagbél distalis harmadáig. Ez a széles körű elágazódás vegetatív idegfonatokon keresztül valósul meg.
A bal oldali bolygóideg (nervus vagus sinister) belép a mellüregbe és keresztezi az aortaív bal oldalát, és a bal tüdőgyökér mögött száll le hozzájárulva a plexus pulmonalis alkotásához. A bal oldali vagus ezután a nyelőcső elülső felszínén fut le, és részt vesz a nyelőcsői idegfonat (plexus esophageus) képzésében. A hasüregbe a rekeszen keresztül a nyelőcső nyílásán át lép be.  A bal oldali bolygóideg elnevezése innentől truncus vagalis anterior, amely számos ágra oszlik, ezek az ágak a gyomorhoz, a májhoz, a nyombél felső részéhez és a hasnyálmirigyhez futnak.

## Összefüggés a Parkinson-kórral
Az Aarhus Egyetem, illetve a hozzá tartozó kórház kutatóinak sikerült bebizonyítaniuk, hogy a Parkinson-kór oka a gyomor-bélrendszerben rejlik, és a betegség a bolygóidegen keresztül jut el az agyba. Csaknem 15 000 olyan beteg adatait vizsgálták át, akiknek bolygóidegét – gyomorfekély kezelése érdekében – átmetszették (vagotómia). Kiderült, hogy a műtétnek köszönhetően a páciensek természetes védelmet nyertek a Parkinson-kór ellen.